# Каллісон (Канзас)
Каллісон (англ. Cullison) — місто (англ. city) в США, в окрузі Претт штату Канзас. Населення — 83 особи (2020).

## Географія
Каллісон розташований за координатами 37°37′49″ пн. ш. 98°54′19″ зх. д. / 37.63028° пн. ш. 98.90528° зх. д. (37.630321, -98.905266).  За даними Бюро перепису населення США в 2010 році місто мало площу 0,45 км², уся площа — суходіл.

## Демографія
Згідно з переписом 2010 року, у місті мешкала 101 особа в 37 домогосподарствах у складі 28 родин. Густота населення становила 225 осіб/км².  Було 44 помешкання (98/км²).
Расовий склад населення:
| - 94,1 % — білих - 3,0 % — осіб інших рас |

До двох чи більше рас належало 3,0 %. Частка іспаномовних становила 3,0 % від усіх жителів.
За віковим діапазоном населення розподілялося таким чином: 28,7 % — особи молодші 18 років, 59,4 % — особи у віці 18—64 років, 11,9 % — особи у віці 65 років та старші. Медіана віку мешканця становила 31,8 року. На 100 осіб жіночої статі у місті припадало 140,5 чоловіків;  на 100 жінок у віці від 18 років та старших — 132,3 чоловіків також старших 18 років.
Середній дохід на одне домашнє господарство  становив 58 380 доларів США (медіана — 66 250), а середній дохід на одну сім'ю — 63 044 долари (медіана — 68 750). Медіана доходів становила 53 438 доларів для чоловіків та 30 417 доларів для жінок. За межею бідності перебувало 9,1 % осіб, у тому числі 0,0 % дітей у віці до 18 років та 22,2 % осіб у віці 65 років та старших.
Цивільне працевлаштоване населення становило 26 осіб. Основні галузі зайнятості: освіта, охорона здоров'я та соціальна допомога — 38,5 %, виробництво — 19,2 %, сільське господарство, лісництво, риболовля — 19,2 %.